# Wilfred Jacobs
Sir Wilfred Ebenezer Jacobs (19 ottobre 1919 – 11 marzo 1995) è stato un politico antiguo-barbudano, Governatore generale di Antigua e Barbuda dal 1º novembre 1981 al 10 giugno 1993.

## Biografia
Tra gli anni 1950 e gli anni 1960 fu procuratore generale delle Isole Sottovento Britanniche, di Antigua e di Barbados.
Nel 1967, contestualmente alla riorganizzazione di Antigua in uno Stato associato con il Regno Unito, fu nominato Governatore di Antigua; dopo la dichiarazione di indipendenza di Antigua e Barbuda nel 1981, Jacobs divenne il primo Governatore generale della nazione.
Dimessosi nel 1993, morì due anni dopo.

## Vita privata
Era sposato con Carmen Silvia Jacobs.